# Ларош, Раймонда де

«Баронесса» де Ларош

Раймонда де Ларош (фр. Raymonde de Laroche, настоящее имя Элиза Леонтина Дерош (фр. Élisa Léontine Deroche); 22 августа 1886, Париж — 18 июля 1919, Кротуа, департамент Сомма) — французская лётчица.
Француженки Раймонда де Ларош и Тереза Пельтье претендуют на звание первых в мире женщин, самостоятельно поднявшихся в воздух на летательном аппарате тяжелее воздуха.

## Биография
Элиза Леонтина Дерош родилась в Париже в семье слесаря-водопроводчика. Став актрисой, приняла «благородный» сценический псевдоним баронесса Раймонда де Ларош.
После ряда полётов на воздушных шарах де Ларош познакомилась в Шалоне с авиатором Шарлем Вуазеном и 22 октября 1909 года самостоятельно поднялась в воздух на его аэроплане. Считается, что Вуазен разрешил де Ларош только проехать на аппарате по земле, но она ослушалась и пролетела несколько сот метров.
8 марта 1910 года по результатам соревнований в Гелиополисе (6—13 февраля 1910 года) Аэроклуб Франции выдал де Ларош удостоверение пилота № 36 — так она официально стала первой лётчицей Франции.
Через несколько недель она попала в первое лётное происшествие — 8 июля 1910 года в Реймсе самолёт задел дерево и совершил жёсткую посадку; лётчица отделалась сотрясением мозга и сломанной ключицей. Восстановление потребовало двух лет, но 26 сентября 1912 года она вновь разбилась — на этот раз в автомобильной аварии, в которой погиб Шарль Вуазен.
В 1910 году и в 1913—1914 годах де Ларош разъезжала с «летающим цирком» по Европе, выступала в Каире и Санкт-Петербурге. Во время Первой мировой войны, когда женщины были официально отстранены от полётов, служила водителем во французской армии.
В июне 1919 года де Ларош поставила два «женских» мировых рекорда — на высоту и дальность полёта. 18 июля 1919 года де Ларош и пилот двухместного самолёта, на котором де Ларош планировала сдавать экзамен на допуск к профессиональным полётам, погибли в авиакатастрофе на аэродроме Кротуа (Le Crotoy). Первые газетные сообщения утверждали, что де Ларош лично пилотировала самолёт, затем вышло уточнение, что она летела пассажиркой.
Памятник лётчице установлен в аэропорту Ле Бурже.